# From First to Last
From First to Last (englisch für „Vom Ersten bis zum Letzten“) ist eine US-amerikanische Post-Hardcore-Band. Sie wurde von Sänger Phil Reardon und seinen Bandkollegen Matt Good (Gitarre, Begleitgesang), Travis Richter (Screaming, Gitarre), Derek Bloom (Screaming, Schlagzeug) und Jon Weisberg (Bass) im Jahre 2002 in Los Angeles gegründet. Im Juli 2010 kündigte die Gruppe eine längere musikalische Pause an. Seit November 2013 ist die Gruppe mit neuem Sänger wieder aktiv.

## Geschichte
Nach den Aufnahmen zu ihrer Debüt-EP Aesthetic verließ Reardon die Band. Während der Aufnahmen ihres ersten Full-Length-Albums Dear Diary, My Teen Angst Has a Body Count stieß der damals gerade 16-jährige Sänger Sonny Moore zu ihnen. Die aus Los Angeles stammende Band stand zuerst bei Four Leaf Records und später bei Epitaph Records, wo sie die Alben Dear Diary, My Teen Angst Has a Body Count und Heroine veröffentlichten, unter Vertrag. Seit März 2006 haben From First to Last einen Plattenvertrag mit Capitol Records. Heute steht From First to Last allerdings bei dem Label Universal Music unter Vertrag.
Bisher erschienen drei Veröffentlichungen, die EP Aesthetic und die Alben Dear Diary, My Teen Angst Has a Bodycount und Heroine. Stilistisch wird die Band oft den Genres Screamo und Emocore zugeordnet, da sich die Auslegung dieser beiden Begriffe zunehmend von ihrer ursprünglichen Definition entfernt.
Ihre Songs reichen von langsamen Balladen, wie Emily, bis zu lauten, rockigen Songs wie Failure by Designer Jeans.
Am 24. März 2006 erschien das zweite Album Heroine, welches von Ross Robinson produziert wurde. Auf diesem Album wurde der Bass von Wes Borland gespielt.
Während der Tour gegen Ende 2005 wurde der Bass von Alicia Simmons gespielt.
Im Februar 2007 verließ Sonny Moore die Band, den Gesang übernahm Matt Good, der bereits auf Aesthetic die Vocals übernahm. Matt Manning stieß als neuer Bassist dazu.
Die Band spielte 2008 mehrere Konzerte als Support für Kiss. Im Juli 2010 gab die Band eine längere musikalische Pause bekannt. Erst im November 2013 wurde die Gruppe wieder aktiviert, mit Spencer Sotelo von Periphery als neuen Frontsänger. Sotelo soll bei beiden Bands aktiv bleiben. Zunächst versuchte die Gruppe Sonny Moore zu überzeugen, wieder in der Band zu spielen. Die Gruppe startete ein Crowdfunding-Projekt auf Kickstarter mit dessen Hilfe die Produktion einer EP finanziert werden sollte. Nachdem diese Kampagne derartig gut lief, beschlossen die Musiker direkt ein komplettes Album aufzunehmen.

## Weitere musikalische Projekte
Der ehemalige Sänger der Band, Sonny Moore, ist aktuell solo unter dem Künstlernamen Skrillex tätig und produziert elektronische Musik.

## Diskografie

### EPs
- 2003: Aesthetic

### Alben
- 2004: Dear Diary, My Teen Angst Has a Body Count
- 2006: Heroine
- 2008: From First to Last
- 2010: Throne to the Wolves
- 2015: Dead Trees (Sumerian Records)

### Singles
| Year | Title                                                         | Album                                      |
| ---- | ------------------------------------------------------------- | ------------------------------------------ |
| 2003 | Such a Tragedy                                                | Aesthetic                                  |
| 2003 | Regrets & Romance                                             | Aesthetic                                  |
| 2003 | My Heart, Your Hands                                          | Aesthetic                                  |
| 2004 | Ride the Wings of Pestilence                                  | Dear Diary, My Teen Angst Has a Body Count |
| 2005 | Note to Self                                                  | Dear Diary, My Teen Angst Has a Body Count |
| 2006 | The Latest Plague                                             | Heroine                                    |
| 2006 | Shame Shame                                                   | Heroine                                    |
| 2007 | Two as One                                                    | From First to Last                         |
| 2008 | Worlds Away                                                   | From First to Last                         |
| 2009 | Going Lohan                                                   | Throne to the Wolves                       |
| 2009 | Cashing Out                                                   | Throne to the Wolves                       |
| 2009 | I’ll Inoculate the World with the Virus of My Disillusionment | Throne to the Wolves                       |
| 2014 | Dead Trees                                                    | Dead Trees                                 |
| 2015 | Black And White                                               | Dead Trees                                 |
| 2015 | I Solemnly Swear That I Am Up to No Good                      | Dead Trees                                 |
| 2017 | Make War                                                      |                                            |
| 2018 | Surrender                                                     |                                            |

### Kompilationsbeiträge
- X12 Days of XXXMASX wurde 2003 zusammen mit dem alten Sänger Phil Reardon auf A Santa Cause - It’s a Punk Rock Christmas veröffentlicht
- Ride the Wings of Pestilence erschien auf Punk-O-Rama Vol. 9.
- Failure by Designer Jeans erschien 2005, bis dahin unveröffentlicht, auf Punk-O-Rama Vol. 10
- Christmassacre erschien auf der CD Taste of Christmas (2005). Bei diesem Lied singt Moore nicht wegen einer Stimmbandoperation. Stattdessen spielt er im Hintergrund die Gitarre und Richter übernahm den Gesang.
- The Latest Plague (Atticus Ross Remix) wurde auf der Epitaph: Unsound Vol. 1 Compilation 2006 veröffentlicht.
- I Once Was Lost, But Now Am Profound war Teil des Need For Speed Undercover Soundtracks.
- Two as One war Teil des NHL-2009-Soundtracks von EA Sports.
- 2009 steuerten sie zum Soundtrack des Strategiespiels Command & Conquer Red Alert 3 zwei Remixes des Hauptthemas bei.

## Videoclips
- 2003: Such a Tragedy
- 2004: Ride the Wings of Pestilence
- 2005: Note to Self
- 2006: The Latest Plague
- 2006: Shame Shame
- 2008: Worlds Away